# Zamek Turniański
Zamek Turniański (słow. Turniansky hrad, węg. Tornai vár) – średniowieczny zamek z XIII-XIV w., obecnie w ruinie, dominujący od pn. nad miejscowością Turňa nad Bodvou w kraju koszyckim na Słowacji. W przeszłości ośrodek administracyjny Komitatu turniańskiego oraz Żupy turniańskiej.

## Położenie
Wznosi się na wysokości 374 m n.p.m., na wapiennym wzgórzu (słow. Turniansky hradný vrch), stanowiącym zakończenie krótkiego, obniżającego się grzbietu, wybiegającego od Płaskowyżu Zadzielskiego w kierunku pd.-wsch. i zapadającego w głąb młodszych sedymentów Kotliny Turniańskiej. Znajduje się zaledwie 5 km od aktualnej granicy słowacko-węgierskiej.

## Historia
Wieś Turňa nad Bodvou  wspominana była już w 1198 r. i według niektórych badaczy dziejów Węgier już wówczas stał tu niewielki gródek obronny. Bardziej prawdopodobną wydaje się ta wersja, która przyjmuje, że pierwszy gród z czworokątną, murowaną wieżą, powstał tu po najeździe tatarskim z 1241 r. Służył do ochrony ważnego szlaku handlowego, biegnącego z Gemeru na Spisz. Ziemie te należały już wówczas (co najmniej od 1234 r.) do rodu Turniańskich (węg. Tornay), zasłużonego podczas walk z Tatarami. Ich możemy uznawać za twórców pierwszego murowanego zamku, nazywanego wówczas Tornus. W historycznych dokumentach zamek pojawia się dopiero w 1357 r., kiedy wieś Turňa nad Bodvou stała się ośrodkiem feudalnego „państwa” turniańskiego. Zapewne jednak z tym rokiem wiąże się raczej znacząca przebudowa i rozbudowa zamku, którym władał wówczas Ján Tornay.
Po wymarciu rodu Tornay’ów (1406), którzy swoje nazwisko utworzyli właśnie od nazwy zamku, władał nim przez krótki okres (do 1409 r.) Štefan Šafár z Branča. Od niego zamek przejęli Bebekowie. W 1448 r. zamek zajęły wojska kondotiera Habsburgów na Węgrzech, Jana Jiskry z Brandysa i władały nim aż do 1458 r. W 1476 r. zamek kupił węgierski magnat Emeryk Zápolya, a członkowie tego rodu byli w jego posiadaniu aż do roku 1531. W obliczu zagrożenia tureckiego w latach 1540-50 zamek znacznie rozbudowano, podnosząc jego obronność. Został on włączony do wielkiego pasa pogranicznych twierdz, mających chronić Górne Węgry przed Turkami. Pomimo tego w 1652 r. Turcy zajęli zamek. W czasie powstania kuruców zamek pozostawał w rękach Emeryka Thököly’ego, dlatego po upadku powstania w 1685 r. cesarski generał Schulz rozkazał zburzyć zewnętrzne mury twierdzy. Część pomieszczeń była jednak nadal użytkowana. W 1848 r. stacjonujący tu żołnierze zaprószyli ogień i zamek całkowicie spłonął. Od tego czasu pozostaje w ruinie.

## Stan obecny
Zamek budowany był z miejscowej skały wapiennej. Głównym budulcem był szary wapień tzw. wettersteinski, ale znaleziono tu i trawertyny, pochodzące zapewne z zachodniej części Kotliny Turniańskiej. Do dziś zachowały się jedynie fragmenty murów różnych obiektów zamku: centralnej wieży, pałaców, baszt i murów obronnych. W terenie widoczna jest w znacznej części dyspozycja poszczególnych budowli. Nie zachował się ani jeden fragment sklepienia i prawie żadne detale architektoniczne. Teren zamku zaczynają porastać krzewy, a nawet drzewa, co dodatkowo osłabia podłoże i zachowane jeszcze resztki budowli.

## Ochrona
Stoki wzgórza zamkowego wraz z samymi ruinami objęte są rezerwatem przyrody Turniansky hradný vrch. Całe wzgórze wraz z grzbietem, łączącym je z masywem Płaskowyżu Zadzielskiego, leży w granicach Parku Narodowego Kras Słowacki.